# Xaver Mayer
Xaver Mayer (n. 11 noiembrie 1938) este un om politic german, membru al Parlamentului European în perioada 1999-2004 din partea Germaniei. 